# Jean Séguy (linguista)
Jean Séguy (Tolosa, 25 giugno 1914 – Tolosa, 26 marzo 1973) è stato un linguista, docente e filologo francese.
Insegnò lingue e letteratura d'Oc all'Università di Tolosa II Jean Jaurès. Studioso del dialetto guascone, fu l'autore dell'Atlante linguistico ed etnografico della Guascogna ed è considerato il padre della dialettometria.

## Biografia
Nel 1948, si laureò in grammatica all'Università di Tolosa-le-Mirail con una tesi principale intitolata Les Noms populaires des plantes dans les Pyrénées centrales, ("I nomi popolari delle pianti nei Pirenei centrali"), alla quale seguì due anni dopo una tesi complementare intitolata Le Français parle à Toulouse ("Il francese parlato a Tolosa").
Per svolgere le indagini necessarie per la sua tesi, nell'estate del 1944 andò a lavorare come contadino nella valle del Nistos, i cui abitanti parlavano esclusivamente guascone. Ebbe così modo di condurre una vera e propria indagine etnolinguistica, testando sul campo il lessico di base e il comportamento delle persone che parlavano l'idioma oggetto di studio.
Negli anni '50, elaborò con Jean Bouzet e Pierre Bec la riforma ortografica e dell'insegnamento scolastico del dialetto guascone nell'ambito del sistema di istruzione francese. Nello stesso anno, diede vita a Via Domitia, rivista di linguistica, dialettologia, onomastica ed etnografia, che pubblicò articoli firmati dai seguenti accademici: Antoni Griera, Jacques Allières, Charles Joisten, Pierre Bec, Charles Camproux, Gerhard Rohlfs, René Lafon e Daniel Fabre.
Dopo essere stato premiato due volte dall'Institut de France, nel 1969 fu ammesso nell'Ordine al merito agricolo..  Studioso delle lingue romanze occitane, specializzato nel dialetto guascone, diresse il dipartimento di filologia dell'Istituto di studi meridionali per il quale realizzò l'Atlante linguistico ed etnografico della Guascogna.
Con la cattedra di linguistica e filologia romanza, Jean Séguy fondò la dialettologia moderna, orientando in una nuova direzione gli sforzi della ricerca universitaria. Rileva notare che quella in precedenza era la cattedra di filologia romanza della Facoltà di Lettere assunse il nuovo nome di "linguistica e filologia romanza", arricchendosi di nuovi strumenti di analisi e sintesi che Séguy applicò nel volume Le français parlé à Toulouse, chiamando francitan la lingua francese parlata a Tolosa che era visibilmente segnata dal declino del dialetto storico occitano.

## Dialettologia e dialettometria
Jean Séguy è un punto di riferimento per gli studi di dialettologia romanza, che è stato equiparato a Manuel Alvar.  Jean Séguy diresse l'Atlante linguistico ed etnografico della Guascogna, nel contesto del progetto portato avanti dal CNRS per la creazione di un nuovo atlante linguistico della Francia, coordinato da Mons. Gardette.
Ai primi voliumi dell'opera collaborò anche padre Théobald Lalanne il quale sfruttò al massimo le potenzialità dell'archeologia linguistica, evidenziando nel 1950 l'esistenza di un gradiente continuo di sottoinsiemi dialettali, che rese possibile  tre anni dopo definire il punto mediano e formalizzare la notazione specifica di tale operatore fonetico. Malgrado questi contributi scientifici, le sue opere ebbero una tiratura e una notorietà molto limitate.
Parallelamente, Henri Guiter, che era direttore della sezione dell'Atlante linguistico e etnografico dedicata ai Pirenei orientali, innovava il metodo di indagine diretta della scienza etnoliguistica con l'introduzione di mappe extralinguistiche di tipo fattoriale e di rilievi dialettologici esatti. Influenzato dai contatti ottenuti grazie a questo progetto di ricerca nazionale, nel 1971 Séguy propose la nozione di dialettometria, per la quale due anni dopo pubblicò su Revue de Linguistique Roman un articolo che ne chiariva il perimetro applicativo e che assegnava un nome ufficiale alla sua intuizione
La nuova disciplina trovò applicazione nei volumi IV, V e soprattutto VI dell'Atlante linguistico ed etnografico diretto da Séguy. Nel 1974, Xavier Ravier sintetizzò la definizione di questa disciplina come "la misura matematica dell'impatto effettivo della variazione spaziale della lingua parlata". Hans Goebl suggerì la seguente formula: "dialettometria = geografia linguistica + tassonomia digitale". Da allora, la dialettometria conobbe significativi progressi, in particolare per effetto del contributo dell'elaborazione dati e del calcolo statistico.

## Opere
- L'enquête en haute Gascogne, revue Le Français Moderne, 3, 1947, pp. 181-183
- Le Français parlé à Toulouse, Cressé, Éditions des régionalismes, 2015. Prima edizione pubblicata nel 1950.
- L'Atlas linguistique de la Gascogne, revue le Français Moderne, 4, 1951, pp. 242-263
- Les noms du têtard dans l'Atlas linguistique de la Gascogne, in Annales de la faculté des lettres de Toulouse, 1952
- Les noms populaires des plantes dans les Pyrénées centrales, thèse, université de lettres de Toulouse, Barcelona, Consejo superior de investigaciones científicas Instituto de estudios pirenaicos, 1953.
- Essai sur l'état des palatales et de -d- roman en occitan du XIIe siècle, in Annales de la faculté des lettres de Toulouse, 1953, pp. 169-220,
- Atlas linguistique et ethnographique de la Gascogne, 6 volumi, edizioni del CNRS, 1954-1973,
- Raport sul concors de lenga d'òc, (brochure) (10 p.), 1955.
- Les cartes auxiliaires de l'Atlas linguistique de la Gascogne : essai d'aréologie méthodique, in Via Domitia, n. 3, 1956, pp. 36-62
- Noms de l'étincelle en Gascogne, Miscelanea filologica dediscada A Mons. A. Griera, 2, Barcellona, 1960, pp. 353-359,
- Essai de cartographie phonologique appliquée à l'Atlas linguistique de la Gascogne, in 'Actes du 10e congrès international de linguistique et de philologie romanes, 3, P., 1965, pp. 1029–1050
- Garbure, in Mélanges de linguistique et de philologie romanes offerts à Monseigneur Pierre Gardette, C.Klincksieck, Strasburgo, 1966, pp.433-437
- Structures sémantiques des noms désignant en gascon les catégories d'animaux d'élevage, Via Domitia 12-13, 1967, pp. 1-13
- La relation entre la distance spatiale et la distance lexicale, Revue de linguistique romane, 139-140, 1971, pp.|335-357
- Les atlas linguistiques de la France par région, Revue Langue Française, n. 18, 1973, pp. 65-90
- La dialectométrie dans l’Atlas linguistique de la Gascogne, Revue de linguistique romane, vol. 37, 1973, pp. 1-24
- La fonction minimale du dialecte, les dialectes romans de France à la lumière des atlas régionaux, 1973, pp. 27-42,
- con Xavier Ravier, Poèmes chantés des Pyrénées gasconnes,  Parigi,  CNRS-Centre régional de publications de Toulouse-Pyrénées, 1979.